# Cuatro poemas sinfónicos sobre obras de A. Böcklin
Cuatro poemas sinfónicos sobre obras de A. Böcklin es una obra orquestal de Max Reger, que compuso en Meiningen en 1913. Sus cuatro partes hacen referencia a cuatro cuadros de Arnold Böcklin, entre ellos su célebre La isla de los muertos.

## Antecedentes e historia
Aunque los poemas sinfónicos eran un género común alrededor de 1900, gracias a las numerosas obras de Richard Strauss, Reger prefería componer música absoluta siguiendo la línea de Brahms.  Describió los Cuatro poemas sinfónicos sobre obras de A. Böcklin ( op. 128) y Una suite romántica (op. 125) como una “excursión al ámbito de la música programática”. 
Reger compuso la obra en Meiningen desde finales de mayo hasta julio de 1913, y comenzó a planificarla en octubre de 1912. Se la dedicó a Julius Buths. La partitura fue publicada por Bote &amp; Bock en septiembre de 1913. Reger interpretó la obra por primera vez con la orquesta municipal en el Saalbau Essen el 12 de octubre de 1913. 

## Composición

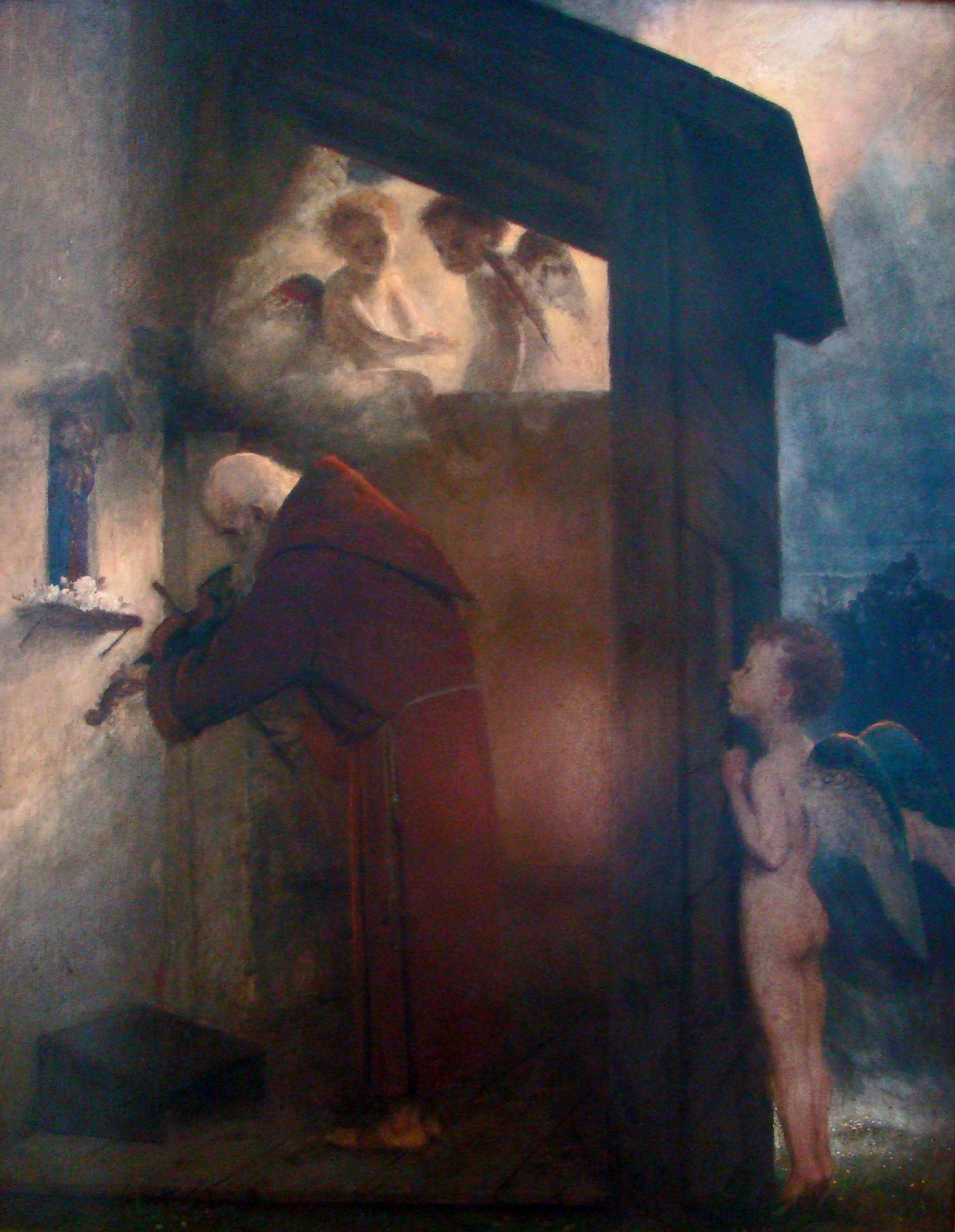
El ermitaño (1884)

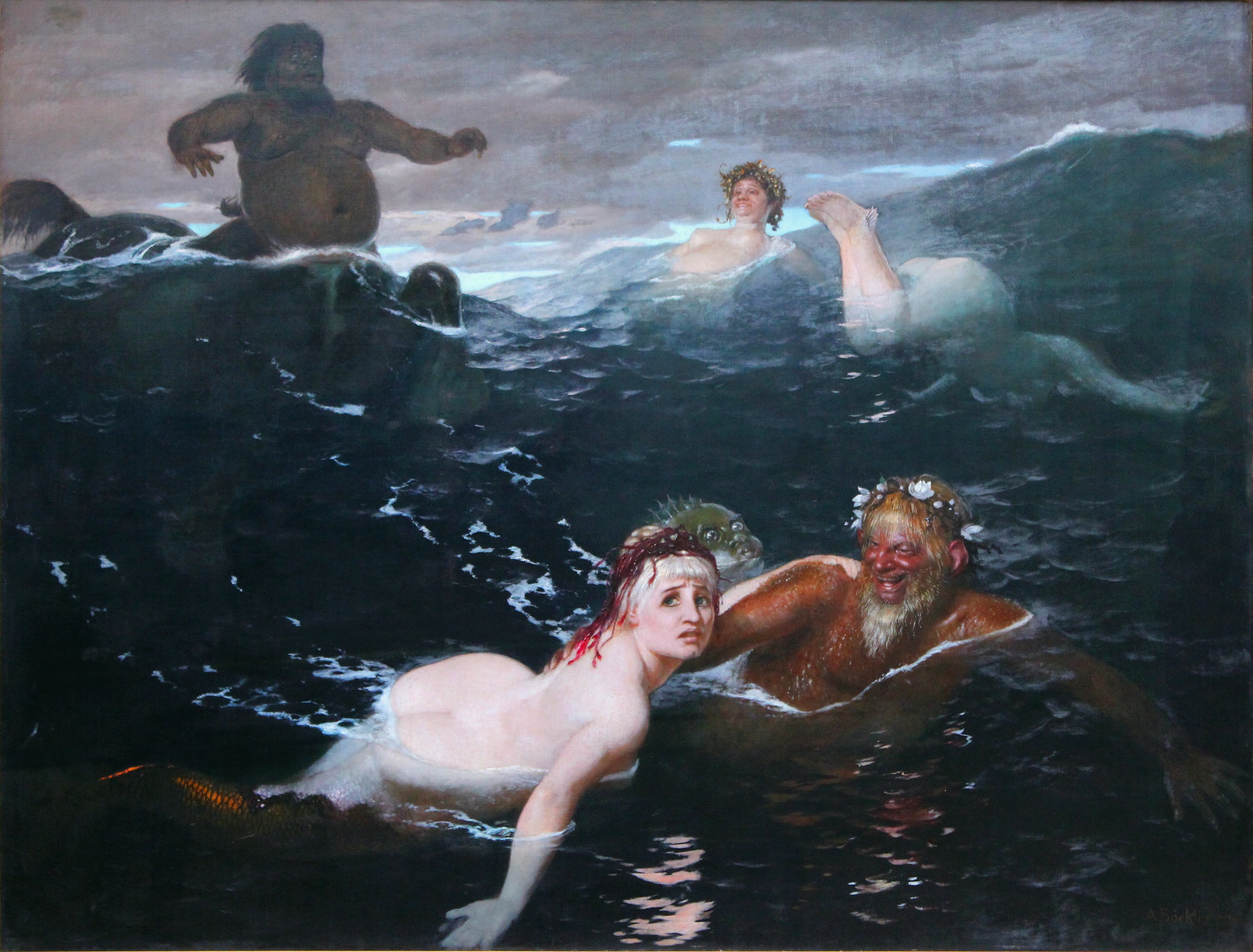
En el juego de las olas (1883)

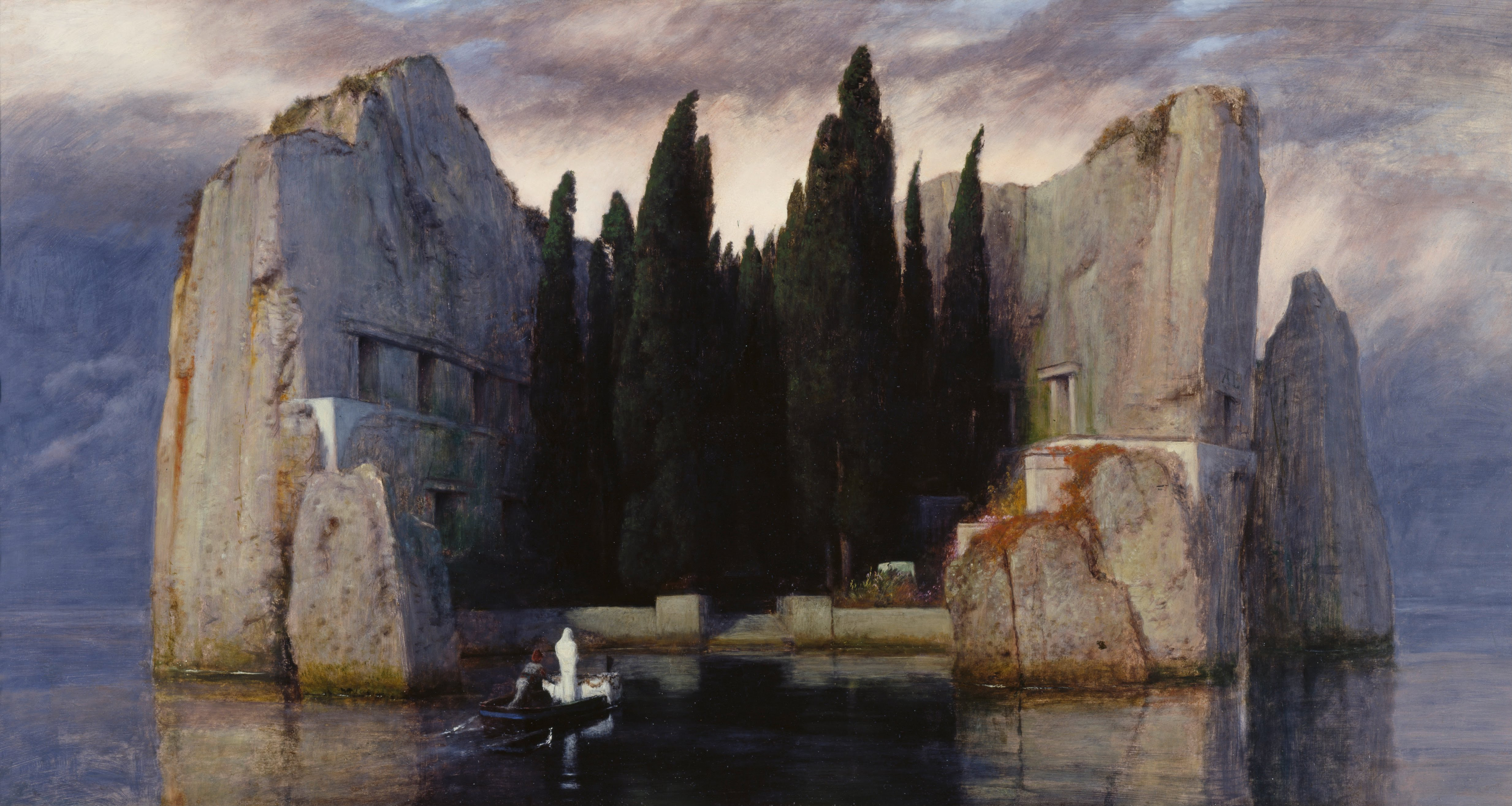
La isla de los muertos (1883)

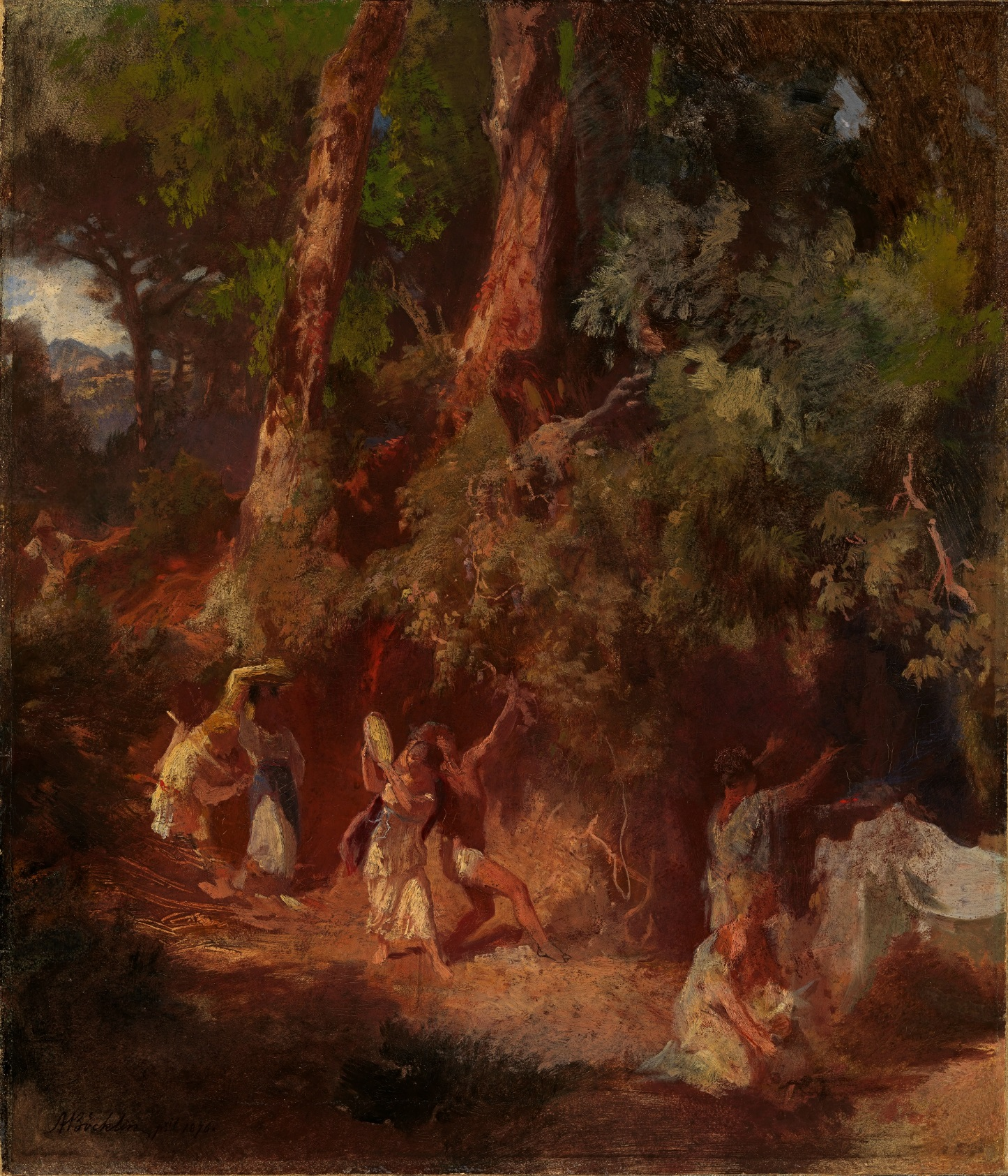
Festival de las Bacantes (alrededor de 1856)

Las cuatro partes contrastan en tempo: lento, rápido, lento, rápido. La indicación de tempo de las dos partes lentas es Molto sostenuto (pero nunca arrastrando) y la de las dos partes rápidas es Vivace.
| N.º | título                         | tempo                                    | compás | clave              |
| --- | ------------------------------ | ---------------------------------------- | ------ | ------------------ |
| 1   | El ermitaño que toca el violín | Molto sostenuto (¡pero nunca lento!)     | 3/4    | La menor           |
| 2   | En el juego de las olas        | Vivace                                   | 3/4    | Fa sostenido menor |
| 3   | La isla de los muertos         | Molto sostenuto (pero nunca arrastrando) | 4/4    | Do sostenido menor |
| 4   | Bacanal                        | Vivace                                   | 2/4    | La mayor)          |

La obra es para orquesta sinfónica con tres flautas (incluido el piccolo ), dos oboes (incluido el corno inglés), dos clarinetes, dos fagots, contrafagot, cuatro trompas, tres trompetas, tres trombones, tuba, arpa, tres timbales y percusión adicional. así como un solo de violín y cuerdas.  Las partes se pueden interpretar individualmente o como los movimientos de una sinfonía. 

### Der geigende Eremit (El ermitaño tocando el violín)
El ermitaño tocando el violín se refiere al cuadro El ermitaño, que Böcklin pintó en Florencia en 1884.  Un violín solista contrasta con una sección de cuerdas que toca en sordina y otra que toca sin amortiguar.  Ese violín etéreo  puede compararse con la pieza The Lark Ascending, compuesta por Ralph Vaughan Williams en 1914.  Klaus Uwe Ludwig escribió un arreglo para violín y órgano que fue publicado por Breitkopf. 

### Im Spiel der Wellen (En el juego de las olas)
En el juego de las olas se refiere al cuadro homónimo, En el juego de las olas, que Böcklin pintó en 1883. Al igual que el cuadro, la música evoca el parpadeo de la espuma del mar al sol y las náyades jugando con un Tritón. 
Un crítico comparó la pieza con el poema sinfónico La Mer de Debussy, escrito unos años antes y en cuyo entorno orquestal el componente sonoro se había vuelto aún más independiente de la obra temática. Reger parece perseguír el extravagante reino de las criaturas míticas.  Ambas obras tienen un carácter orquestal similar. 

### Die Toteninsel (La Isla de los Muertos)
La Isla de los Muertos hace referencia al tema del mismo nombre, que Böcklin representó en cinco cuadros diferentes entre 1880 y 1886.   La isla de los muertos es considerada la obra más famosa de Böcklin, con un título que no fue inventado por él sino por el marchante de arte Fritz Gurlitt.  Thomas Mann caracterizó esta pintura como una expresión de simpatía por la muerte, típica de la época decadente del fin de siècle. Ya en 1897 apareció una composición de Andreas Hallén basada en este cuadro. Le siguieron otras obras, como el poema sinfónico del mismo nombre op.29 de Serguéi Rachmaninoff,  que se estrenó el 18 de abril de 1909 en Moscú.  Rachmaninoff vio por primera vez una fotografía en blanco y negro de la pintura en París antes de poder ver el original en una galería de Leipzig.
Reger escribió sonoridades duraderas pero cambiantes para las que utilizó la orquesta como un órgano a la manera de Bruckner.  Max Beckschäfer arregló la pieza de Reger para órgano en 1984.  El estreno de este arreglo tuvo lugar en 1985 en la Marktkirche de Wiesbaden. 

### Bacchanal (Bacanal)
Bacanal se refiere al cuadro Festival de las bacantes de alrededor de 1856. Puede representar las travesuras de épocas orgiásticas anteriores, o la necesidad de una persona mayor de seguir participando en ellas.  Reger, que llamó a su propia experiencia "Sturm und Trank", como una obra de teatro sobre Sturm und Drang, utilizó el contrapunto, con un desarrollo armónico e instrumentación sofisticados para transformar la deslumbrante pintura en música. 

## Otras obras y representaciones posteriores
El alumno de Reger, Fritz Lubrich, al igual que su maestro, compuso tres piezas tonales románticas basadas en los cuadros de Böcklin para órgano la op. 37 (núm.3 Isla de los Muertos). La obra de Reger se interpretó en 2016 como concierto oficial de apertura del Año Reger en la Universidad de Música de Leipzig, donde Reger murió en 1916.